# سردنه‌آکباشوو
سردنه‌آکباشوو (انگلیسی: Sredneakbashevo) یک شهرک در شهرستان کوشنارنکوفسکی جمهوری باشقیرستان در کشور روسیه است.